# Оленёкский историко-этнографический музей народов Севера
Оленёкский историко-этнографический музей народов Севера — историко-этнографический музей истории, творчества и быта эвенков, расположенный в селе Оленёк, филиал Якутского объединённого музея истории и культуры народов Севера им. Емельяна Ярославского.
Оленёкский музей считается, по отзывам учёных-посетителей, одним из интересных, глубоко познавательных музеев Якутии.
Подавляющая часть основного фонда музея представлена предметами этнографии и археологии.

## История
В 1984 году Оленёкский историко-этнографический музей действовал на общественных началах.
Директор музея Бенчик В. А. организовал экспозицию при поддержке ученых кандидата технических наук Семёнова Х. Н. и кандидата исторических наук Архипова Н. Д. с Государственным музеем этнографии народов СССР (Ленинград), Якутским государственным объединённым музеем истории и культуры народов Севера имени Ем. Ярославского, Якутским государственным университетом.
Музей был основан В. А. Бенчиком при участии этнографа Вильяма Яковлева, историков Никиты Архипова и Татьяны Сем (разработавших план для создания экспозиции и программу развития музея, а также оказавших помощь в сборе экспонатов) на основе общественного музея, основанного в 1973 году. Общественный музей был создан Христофором Афанасьевичем Христофоровым, отличником просвещения РСФСР, музейным энтузиастом 1970-х годов.
Открытие состоялось в 1988 году, первым директором был назначен Владимир Бенчик.
В 1987 году была разработана программа развития музея, тематико-экспозиционный план для создания экспозиции. Разработчиками его были научный сотрудник ГМЭ кандидат исторических наук Т. Ю. Сэм, преподаватель ЯГУ Н. Д. Архипов. 7 ноября 1988 года состоялось торжественное открытие.
Известный музейщик и этнограф Якутии, Борис Ануфриевич Николаев — директор совхоза «Оленекский», предоставил для музея новое здание.
13 июля 1993 г. музей получил статус государственного учреждения культуры.
В 1984 г. в женском воздушном погребении у речки Сурах — притока реки Оленёк Н. Д. Архиповым был обнаружен тангалай. По своему богатому оформлению этот тангалай близок к тангалаю из местности Киис Тиэрбит и даже превосходит его. Основным отличием является широкий воротник, оформленный в едином стиле. В полевом отчете Н. Д. Архипов отмечает, что по бортам была окантовка из меха бобра, но на данный момент он не сохранился. Полочки и воротник вышиты бисером на ровдужной основе. Характерный узор на спинке выполнен на тканевой основе. По нижнему краю (по крайней мере передней части) тангалай был украшен подвесками из бусин, металлических трубочек и жетонов Исходя из нетранспортабельности изделия, Н. Д. Архипов передал его на хранение в Оленекский историко-этнографический музей. В 2017 г. этот тангалай был доставлен в Национальный художественный музей Республики Саха (Якутия) для подготовки к реставрации
В результате этнографических экспедиций музея в бассейнах реки Оленёк и её притока Арга — Сала в 2002—2014 годах фонд музея пополнился новыми экспонатами. Были изучены культовые памятники: 6 воздушных захоронений — арангасов XVIII- нач. XIX веков, позднесредневековые жертвенники и наскальные писаницы «Тангаралах» (божественное, як.), «Сэвэки» (дух земли, божество, эвенк.) и другие памятники.
Основной целью научно-экспедиционной работы музея — разработка научной концепции изучения и сохранения уникальных историко-культурных памятников региона.
Музей активно участвует выставками в республиканских мероприятиях в г. Якутске, ведет издательскую деятельность.

## Экспозиция
Музей располагается в деревянном здании, экспонаты размещены в восьми залах.
Основная часть экспонатов (общее количество которых — более 2000) связана с историей, культурой и бытом оленёкских эвенков и найдена в ходе археологических раскопок наземных захоронений XVII—XIX веков.
Большая часть коллекции фонда музея образуют экспонаты общественного музея (основан в 1973 г.).
Дальнейшее пополнение фонда — в большинстве случаев, за счет даров частных лиц из числа местного населения своих семейных реликвий.
Уникальной частью фонда являются музейные предметы, которые были найдены Н. Д. Архиповым при археологических раскопках наземных захоронений — арангасов и жертвенников XVIII — 1-й пол. XIX века на территории Оленекского улуса.
В коллекции музея также находятся архивные документы и фотоматериалы советского периода.